# Nordseewerke

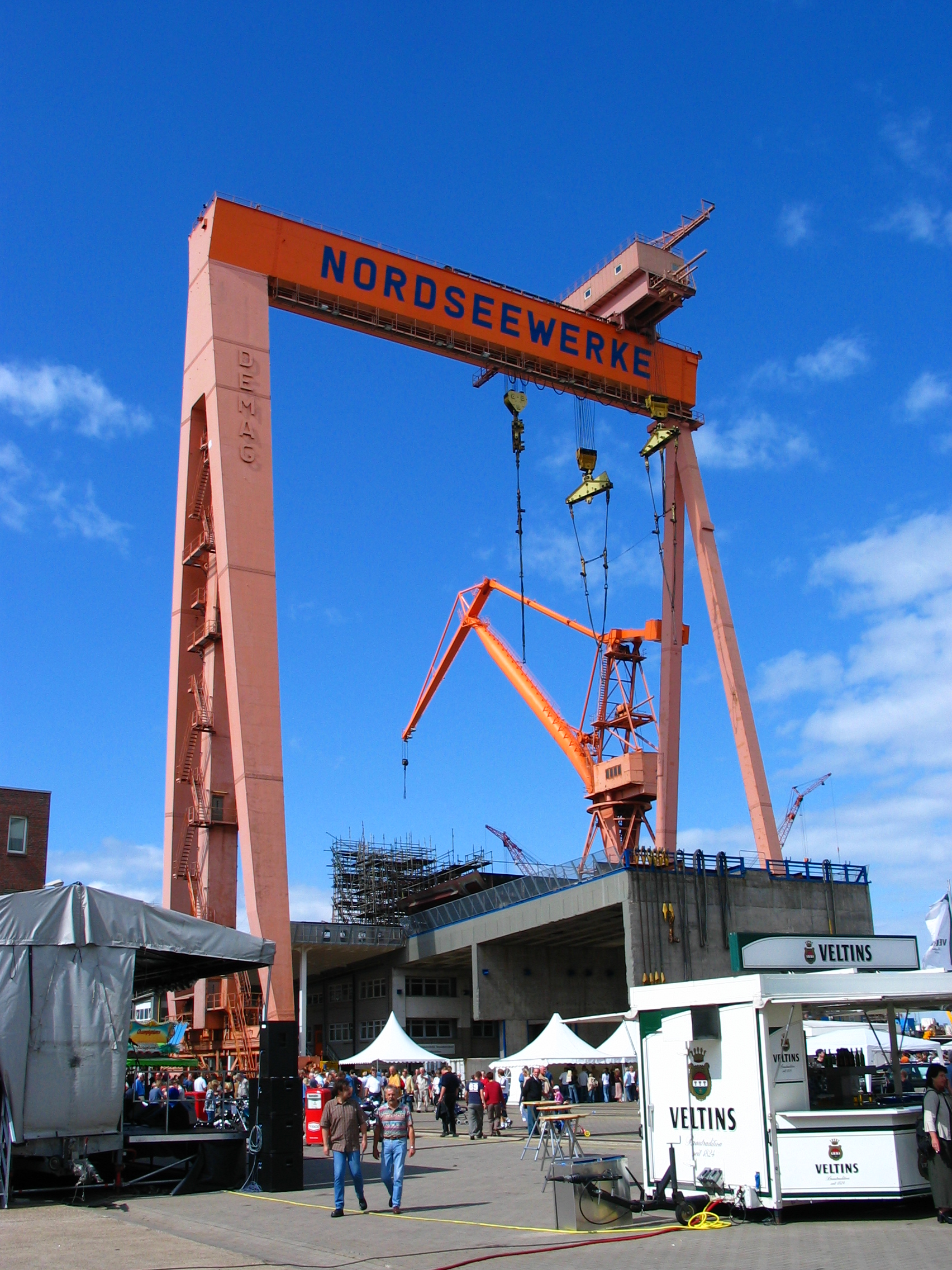
Nordseewerke 2003.

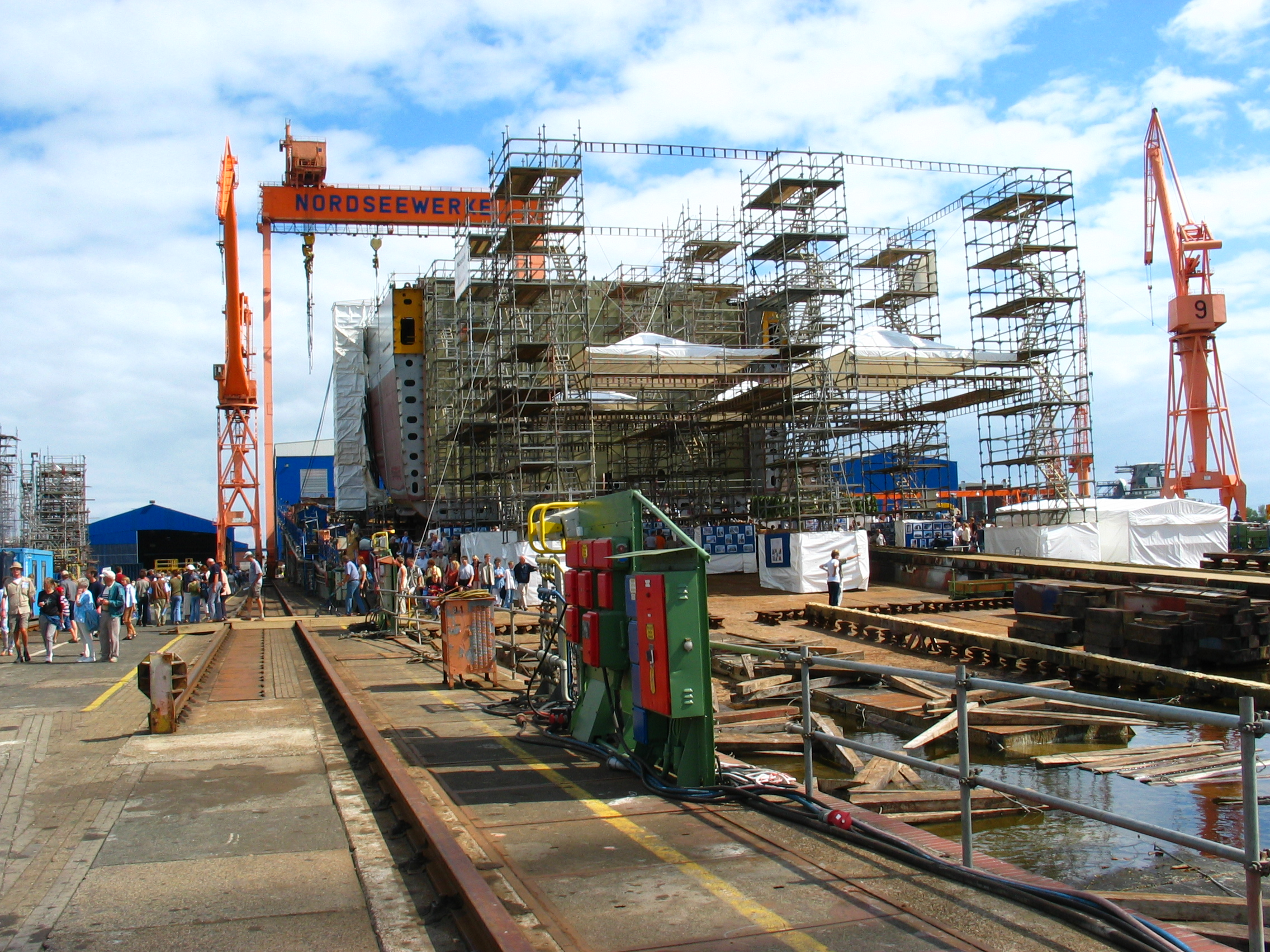
Nordseewerke.

Nordseewerke GmbH är ett varv i Emden som tillverkar marin- och specialfartyg. Nordseewerke ingår i ThyssenKrupp Marine Systems. Idag har varvet 1400 anställda fördelade på tre område: marinfartyg, handelsfartyg och reparationer.

## Historia
Nordseewerke grundades 11 mars 1903 och är ett av Tysklands äldsta varv som fortfarande är kvar. Byggandet var en följd av utbyggnaden av hamnen i Emden och byggandet av Dortmund-Ems-Kanal. I början tillverkade man olika mindre fartyg. Ekonomiskt gick det dåligt och Emdens stad fick gå in för att hålla verksamheten vid liv. 1911 följde utbyggnaden till ett stort varv sedan Hugo Stinnes gått in i bolaget. Byggandet av världens för sin tid största sjösluss 1913 gjorde det möjligt att tillverka större skepp. Under första och andra världskriget byggde Nordseewerke ett stort antal fartyg för Kriegsmarine.
Efter andra världskriget togs varvet över av Rheinstahl som i sin tur gick upp i Thyssen - dagens ThyssenKrupp. Man har tillverkat ubåtar för Norge, Argentina och (delvis) Israel (Dolphin-klassen). För den tyska marinen, Bundesmarine och från 1990 Deutsche Marine har man bl.a. gjort 206 och 212. Ubåtsklassen 212a är den senaste skapelsen som man utvecklat tillsammans med HDW i Kiel. Man har även tillverkat fregatter för den tyska marinen tillsammans med HDW, Blohm + Voss och Lürssen. 1970-talets varvskris klarade varvet men gjorde att företaget fick dra ner antalet anställda drastiskt från 5000 till dagens 1400.